# Гаддерсфілд
Га́ддерсфілд (англ. Huddersfield) — місто в окрузі Керкліс (англ. Kirklees) на заході графства Західний Йоркшир в Англії, неподалік від злиття річок Кольн і Голм, за 310 кілометрів від Лондона й у 16.6 кілометрах від Бредфорда, найближчого великого поселення.
Населення Гаддерсфілда становить (за даними перепису 2011 року) 162,949 осіб, він займає 11-е місце у списку найбільших міст (англ. town) Великої Британії. Це найбільший населений пункт округу Керкліс і його адміністративний центр.
Гаддерсфілд відіграв важливу роль в індустріальній революції у Великій Британії. Нині це великий промисловий (виробництво вовняної тканини, барвників, машинобудування), спортивний і освітній центр. Місто увійшло до історії як місце народження національної Регбійної ліги та прем'єр-міністра Гарольда Вільсона.

## Персоналії
- Джеймс Мейсон (1909 —1984) — англійський актор, сценарист і продюсер.